# Michael Bresagk

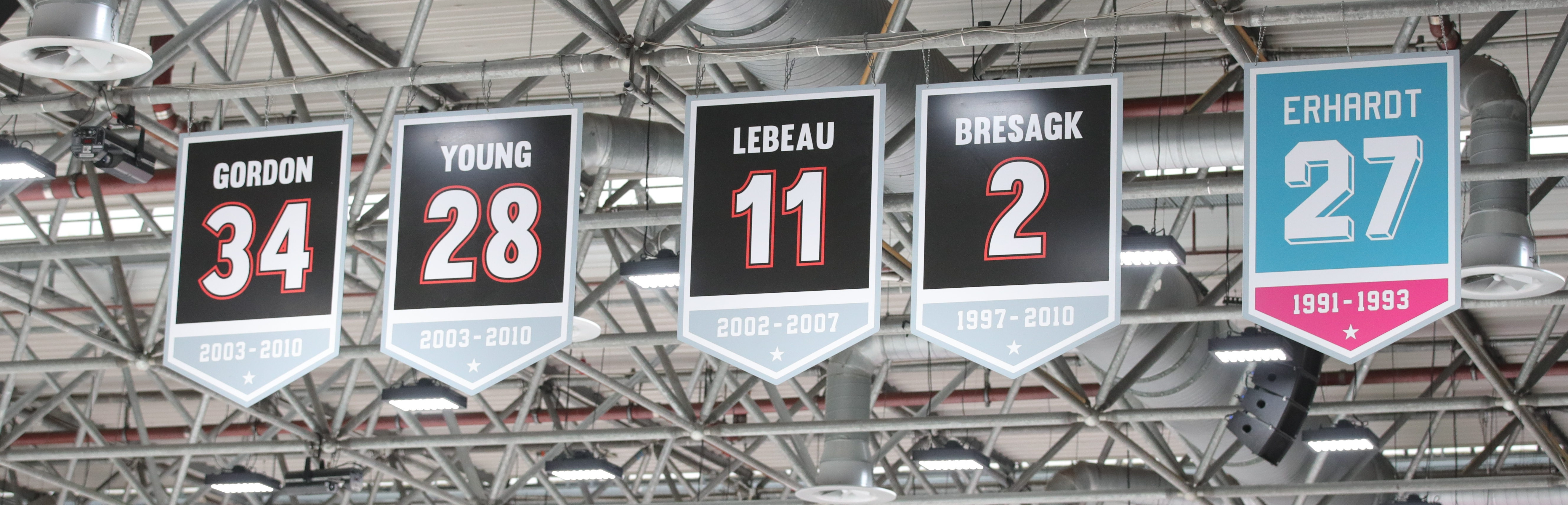
Bresagks Trikot unter dem Hallendach der Eissporthalle Frankfurt (2023)

Michael Bresagk (* 24. Februar 1970 in Cottbus) ist ein ehemaliger deutscher Eishockeyspieler, der während seiner aktiven Zeit von 1988 bis 2010 unter anderem für den EV Landshut und die Frankfurt Lions in der Deutschen Eishockey Liga gespielt hat. Nachdem die Lions 2010 in Insolvenz gingen unterstützte Bresagk die Amateurmannschaft der Young Lions Frankfurt bei der Professionalisierung, ist seit Gründung Gesellschafter und war bis 2012 sportlicher Leiter der Löwen Frankfurt.
Seit 2015 leitet er das Sponsoring und Marketing bei Samsung Frankfurt Universe, einem professionellen Footballverein aus der GFL Süd.

## Karriere
Michael Bresagk begann seine Karriere als Eishockeyspieler 1988 in der DDR-Oberliga bei Dynamo Weißwasser. Mit seiner Mannschaft wurde er in den Spielzeiten 1988/89 und 1989/90 jeweils DDR-Meister. Nach der Wiedervereinigung und der Umbenennung in PEV Weißwasser spielte der Verteidiger mit dem Team in der 1. Bundesliga. In den Spielzeiten 1990/91 und 1991/92 musste Bresagk mit dem Verein jeweils in die Play-downs. 1992 wechselte der Linksschütze innerhalb der Eishockey-Bundesliga zum EV Landshut, für den er fünf Jahre lang aktiv war und mit dem er ab der Saison 1994/95 in der neu gegründeten Deutschen Eishockey Liga spielte. 1995 erreichte der Abwehrspieler mit dem EVL das Play-off-Finale, in dem er mit seiner Mannschaft den Kölner Haien unterlag.
Nachdem Bresagk 1996/97 kurzfristig in der Ligue Magnus, der höchsten französischen Spielklasse, für Brest Albatros Hockey antrat, kehrte er zur Saison 1997/98 in die DEL zurück und unterschrieb einen Vertrag bei den Frankfurt Lions. Mit den Frankfurtern musste er wie mit Weißwasser und Landshut in der Saison 2002/03 in die Play-downs, wo man in sechs Spielen den Schwenninger Wild Wings unterlegen war. Durch die Insolvenz der Schwarzwälder verblieben die Lions jedoch in der DEL. Im Jahr darauf feierte Bresagk mit dem Team den größten Erfolg seiner Laufbahn, als er mit der Mannschaft überraschend das Finale der Play-offs gegen die Eisbären Berlin und somit den deutschen Meistertitel gewann. Von 1997 bis 2010 absolvierte der Verteidiger für die Hessen über 600 DEL-Spiele, mit insgesamt 780 Einsätzen in der höchsten deutschen Profiliga ist er hinter Mirko Lüdemann und Andreas Renz von den Kölner Haien einer der drei Rekordspieler in der DEL-Geschichte. Zudem nahm er in den Jahren 1998, 2006 und 2007 am DEL All-Star Game teil.

### International
Für die deutsche Nationalmannschaft nahm Bresagk an den Weltmeisterschaften 1994, 1995 und 1998 teil. Insgesamt bestritt er 73 Länderspiele.

## Erfolge und Auszeichnungen
| - 1989 DDR-Meister mit der SG Dynamo Weißwasser - 1990 DDR-Meister mit der SG Dynamo Weißwasser - 1998 Teilnahme am DEL All-Star Game - 2004 Deutscher Meister mit den Frankfurt Lions | - 2006 Teilnahme am DEL All-Star Game - 2007 Teilnahme am DEL All-Star Game - 2008 Teilnahme am DEL All-Star Game |

## Karrierestatistik
(Legende zur Spielerstatistik: Sp oder GP = absolvierte Spiele; T oder G = erzielte Tore; V oder A = erzielte Assists; Pkt oder Pts = erzielte Scorerpunkte; SM oder PIM = erhaltene Strafminuten; +/− = Plus/Minus-Bilanz; PP = erzielte Überzahltore; SH = erzielte Unterzahltore; GW = erzielte Siegtore; 1 Play-downs/Relegation; Kursiv: Statistik nicht vollständig)